# مير علي التبريزي

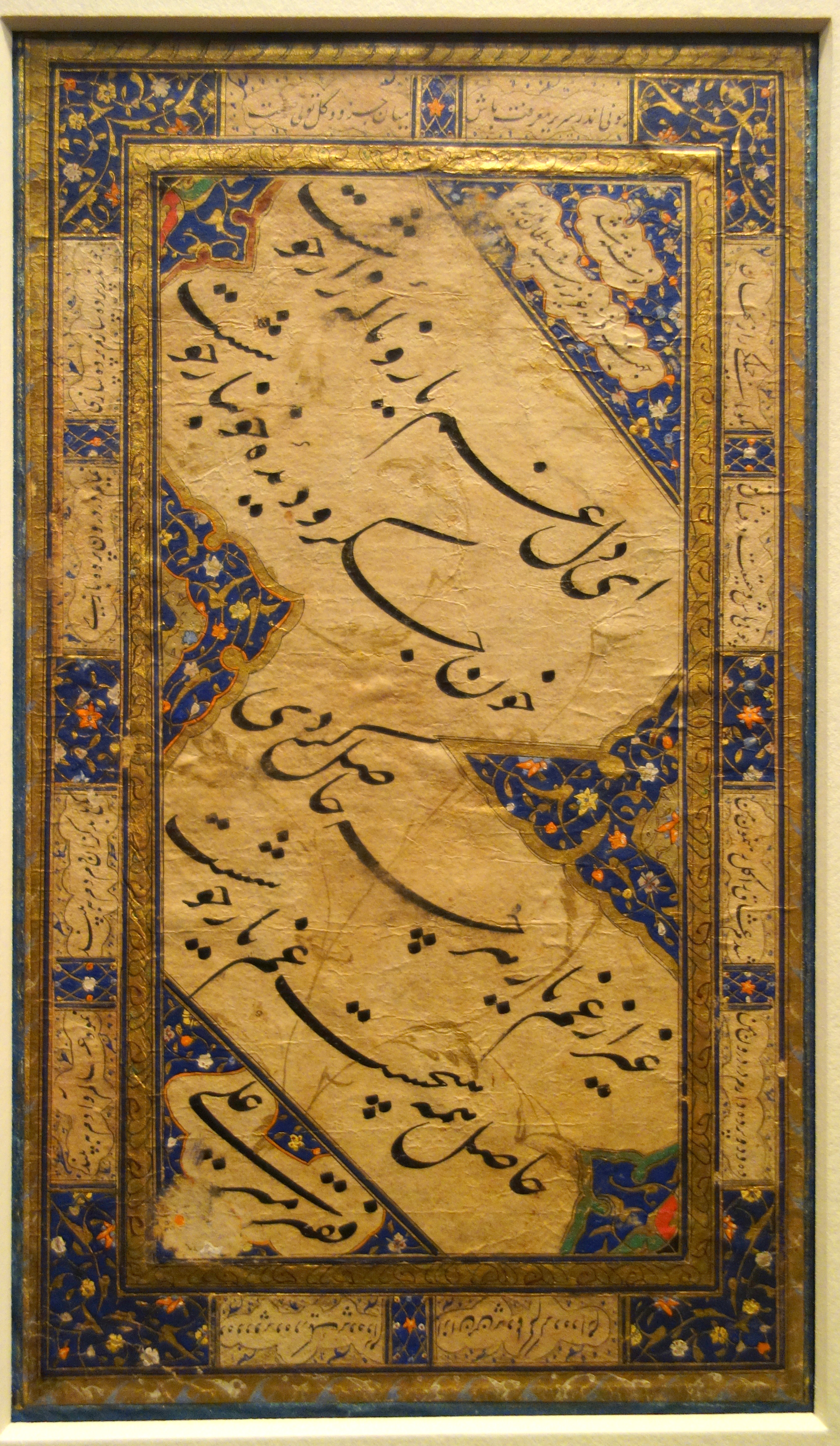
رباعية منسوبة لحافظ الشيرازي - بخط التبريزي.

مير علي التبريزي أو مير علي الهروي التبريزي (بالفارسية: مير على تبريزی) الملقّب بـقدوة الكتّاب، هو خطّاط وشاعر فارسي، عاش في تبريز في القرنين الرابع عشر والخامس عشر الميلاديين، وهو مخترع خط النستعليق.
كتب مخطوطاً (1396 م) من قصائد « خواجه الكرماني » التي يشرح فيها غرام الأمير الفارسي هماي بالأميرة همايون.
توفي عام 850 هـ \ 1446 أو 1447 م.